# 川犀草
川犀草（学名：Oligomeris linifolia）为木犀草科川犀草属下的一个种。